# El río (película de 1951)
{{Ficha de película
| título original = The River
| título = El río
| imagen = Radha Sri Ram-Arthur Shields in The River trailer.jpg
| nombre imagen = Radha Burnier y Arthur Shields en una escena de la película
| índice =
| dirección = Jean Renoir
| ayudantedirección =
| producción =  Kenneth McEldowney i Jean Renoir
| guion = Margaret Rumer Godden y Jean Renoir, basada en la novela (1946) de la primera
| música = M. A. Partha Sarathy
| sonido = Antoine Archimbaud
| fotografía = Claude Renoir y [[Ramananda Sen Gupta, en Technicolor]]
| montaje = Christian Gaudin
| escenografía = 	Jacques Colombier, ajudat de Roland Guisgand
| vestuario = 
| maquillaje = Ulysse, A. Marcus, Lola Janvier
| peluquería =
| efectos = 
| reparto = Nora Swinburne
Esmond Knight
Arthur Shields
Thomas E. Breen
Suprova Mukerjee
Patricia Walters
Adrienne Corri
| país = Francia
Estados Unidos
Reino Unido
India
| estreno = 1951
| género = Drama romántico
| duración = 99 minutos
| productora = Theter Guild y Oriental International Film
| distribución =  
| presupuesto =
|criterio_sucesión   = Películas de Jean Renoir
|precedida_por       =  Una mujer en la playa 
 (1947)
|sucedida_por        = La carroza de oro 
 (1952)
}}

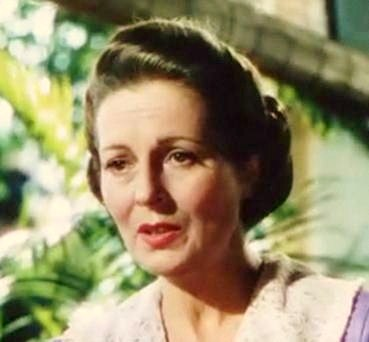
Nora Swinburne interpretando el papel de la madre

El río (título original, The River) es una película de 1951 dirigida por Jean Renoir y protagonizada por Nora Swinburne, Esmond Knight y Arthur Shields.

## Argumento
Una familia inglesa vive cerca del río Ganges, en Bengala. Una de las hijas, Harriet (Patricia Walters), de 14 años, comienza a reflexionar sobre el amor y quiere ser escritora. Tiene dos amigas, Valerie (Adrienne Corri) y la mestiza Melanie (Radha Burnier), que es hija de un irlandés casado con una mujer hindú. Las tres chicas comienzan a despertar a la edad adulta y se enamoran de un recién llegado: el atractivo capitán John (Thomas E. Breen). Mordido por una cobra, muere el hermano de Harriet; también nacerá una nueva hermana. El río con su increíble caudal continuará siendo el centro de la vida de quienes habitan en sus orillas.

## Contexto histórico y artístico
El río recorre los sueños, encuentros y curiosidades de unas adolescentes que comienzan a transitar como adultas entre afanes juveniles equiparables a la serena y bella corriente del Ganges. Se trata, para muchos, de una de las películas más radiantes de todos los tiempos, dirigida por Jean Renoir en la India, en una etapa intermedia entre su periodo en Hollywood y su regreso al cine francés. El río fluye, el mundo gira y la vida sigue su curso. La luz precede a la oscuridad y la vida a la muerte. Buscando la esencia y, quizás, el secreto de todo ello, Renoir se sitúa en una perspectiva más anímica que terrestre. Al amparo de un guion de prosa perceptiva, documenta existencias anónimas con imágenes poderosas y universales. La película plantea una reflexión sobre algunas buenas razones para vivir: las ilusiones renovadas, el placer de la generosidad, la armonía con la naturaleza, la certeza de la muerte y el placer del amor disfrutado, compartido y preservado. El filme destila también un sentido filosófico, espiritual y panteísta a la altura del cineasta, que en consonancia con la novelista Rumer Godden, indica que nada se crea ni se destruye. En este incesante proceso de existencia y muerte, el agua del río sigue fluyendo, como la vida de las protagonistas y de cuantos las rodean.
Pictórica y magistral, esta fue la primera película en color del cineasta francés, que contó con el joven futuro direstor (Satyajit Ray) como colaborador. En su día, algunas voces dijeron que Renoir había cerrado los ojos a la miserable realidad de la India, mientras que otros celebraron que no se hubiese dejado tentar por el exotismo oriental.

## Reparto
- Nora Swinburne como la madre
- Esmond Knight como el padre
- Arthur Shields como Mr. John
- Suprova Mukerjee como Nan
- Thomas E. Breen como el Capitán John
- Patricia Walters como Harriet
- Radha Burnier como Melanie
- Adrienne Corri como Valerie
- June Hillman como el narrador

## Curiosidades
- Esta película significó el lanzamiento de las carreras de Satyajit Ray (asistente en la película) y de Subrata Mitra (futuro director de fotografía de Satyajit Ray).[3]
- En la vida real, Thomas E. Breen solo tenía una pierna, igual que el personaje que interpretaba: el capitán John.[3]
- Filmada en Technicolor, fue necesario utilizar luces más brillantes de la habitual, que supuso repintar la película durante cinco meses en el laboratorio, ya que algunos colores no eran lo suficientemente intensos.[3]
- Es una de las películas favoritas de Martin Scorsese.[3]
- Inicialmente, Jean Renoir quería a Marlon Brando para interpretar el papel del capitán John.[3]
- John Dall, Glenn Ford, Van Heflin, James Mason, Robert Walker y Sam Wanamaker fueron considerados a la hora de adjudicar el papel del capitán John.[3]
- Para la escena del beso, Adrienne Corri tuvo que hacer 50 tomas a temperaturas de 41,1 °C.[3]
- Jean Renoir dijo a Adrienne Corri que había tirado a la basura una toma a causa de mover dos veces los ojos en lugar de tan solo uno. Más tarde, ella dijo que "no tenía ni idea que una cosa tan pequeña pudiese significar tanto."[3]

## Premios y distinciones
Festival Internacional de Cine de Venecia
| Año  | Categoría            | Premiado    | Resultado |
| ---- | -------------------- | ----------- | --------- |
| 1951 | Premio Internacional | Jean Renoir | Ganador   |

- 1951: New York Film Critics Circle (Nominada a la Mejor Película)
- 1951: National Board of Review (Top Foreign Films)
- 1952: Premios BAFTA (Nominada a la Mejor Película Británica y a la Mejor Película de habla no inglesa)[5]